# Oebalia minuta
Oebalia minuta är en tvåvingeart som först beskrevs av Fallen 1810.  Oebalia minuta ingår i släktet Oebalia och familjen köttflugor. Arten är reproducerande i Sverige. Inga underarter finns listade i Catalogue of Life.